# Flanders Ladies Trophy

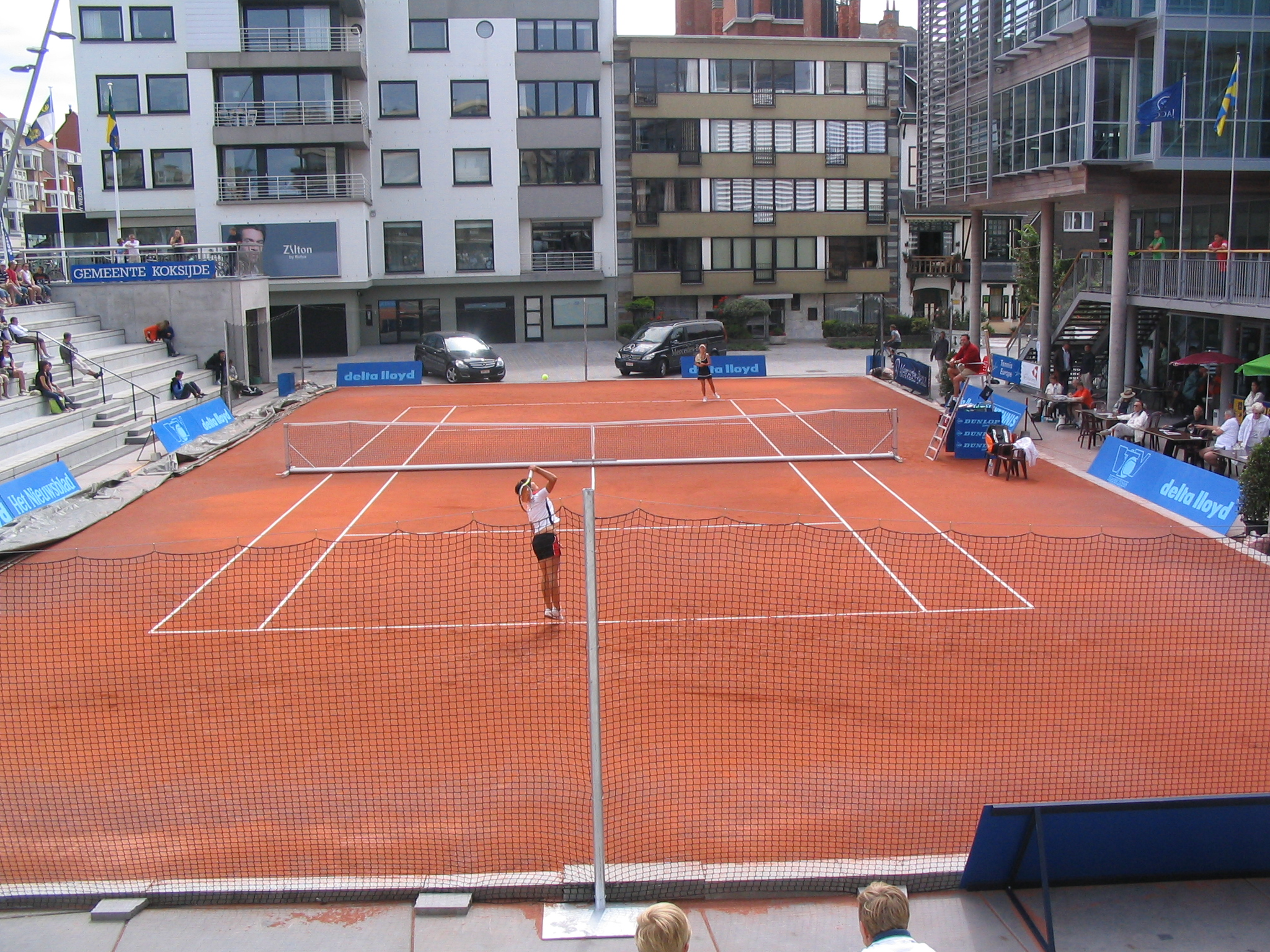
De Flanders Ladies Trophy op het Theaterplein in Koksijde-bad

De Flanders Ladies Trophy is een internationaal tennistoernooi, exclusief voor vrouwelijke deelnemers, dat sinds 1987 wordt georganiseerd in de West-Vlaamse plaats Koksijde. 

## Geschiedenis
De Flanders Ladies Trophy is geboren uit een amateurtennistoernooi, geopend voor de toeristen, dat zich tijdens het zomerseizoen afspeelde in Koksijde-bad. Het succes was zo groot dat de organisatoren van de lokale tennisclub T.C. Koksijde beslisten het toernooi internationaal te maken door samen te werken met de Internationale Tennisfederatie.
Van 1987 tot 2006 speelde het toernooi zich integraal af in Koksijde-bad. Vanaf 2007 zijn er ook matches in Koksijde-dorp.

## Prijzen
De Flanders Ladies Trophy is een "klein" toernooi. Het maakt geen deel uit van het WTA-circuit en had maar een prijs van "maar" $10.000,-: de kleinste prijzenpot voor een toernooi geaffilieerd met de ITF. Vanaf de editie in 2009 bedraagt de prijs $25.000,-.
Hoewel redelijk kleinschalig, heeft het toch een trampoline functie; het heeft al verschillende bekende spelers kunnen onthalen, vooral uit de Benelux of Frankrijk, die later een grote carrière kenden. De beste voorbeelden zijn Justine Henin en Kim Clijsters, die allebei de eerste plaats van de wereldranglijst bereikten, maar ook Dominique Monami, Marion Bartoli, Anne Kremer en Michaëlla Krajicek.